# 熵 (古典熱力學)
在古典熱力學中，熵是關於一熱力學系統之自發變化方向或變化結果的狀態參數，於十九世紀中葉由德國物理學家魯道夫·克勞修斯提出，取自希臘文τρoπή ，意為「轉化（transformation）」，用於說明內能是否能轉化為熱或功。熵指出有些熱力學過程雖不違反能量守恆定律但仍然不可行。熵的定義建立了熱力學第二定律的核心：孤立系統的熵不隨時間遞減，系統傾向平衡態，此時熵有最大值。熵有時被視為系統亂度的度量。
奧地利物理學家路德維希·波茲曼發現，熵的本質是為系統之一巨觀狀態所對應的所有可能微觀組態總數Ω。例如處於某一巨觀狀態之氣體的熵，隱含其微觀下所有粒子之位置和動量的可能組態數。波茲曼指出熱力學熵應等於k lnΩ，其中k為波茲曼常數。

## 概要

圖一、熱力學系統模型

熱力學系統中各處的溫差、密度差和壓力差傾向於隨時間減少。比方說，置一杯冰塊於一房間中，能量將以熱的形式流動，房間漸冷、杯子漸熱、冰塊融化成水，房間、杯子與水終於同溫。此時房間的熵已下降，而杯子與水的熵則上升，其上升量大於房間熵的下降量。在像上述由房間、杯子、水構成的孤立系統中，由較高溫區域向較低溫區域的能量傳播必導致熵的淨增加。故當系統達到熱平衡，其熵達最大值。熵可作為系統均勻化過程的度量。
許多不可逆過程會使熵增加，例如定溫定壓下移除一容器中不同腔室間的隔板，以混和各腔室內的物質，增加混合熵。在混和理想氣體的特例中，系統不會由功或熱量散失的形式改變內能，熵增完全由各物質在合併的腔室中分散所致。
在古典熱力學中，巨觀下的熵是一熱力學系統的一種狀態參數。換言之，熵僅取決於該系統當下的狀態，與形成該狀態的過程無關。熵是熱力學第二定律的要素，與熱機、冰箱與熱泵的行為有關。

## 定義
根據克勞修斯不等式，對於一個只進行可逆過程的封閉、均質系統：
{\displaystyle \oint {\frac {\delta Q}{T}}=0.}
其中，{\displaystyle T}是封閉且均溫系統中的溫度，{\displaystyle {\delta Q}}是依可逆過程進出該系統的熱量變化。
也就是說，線積分{\textstyle \int _{L}{\frac {\delta Q}{T}}}與積分路徑無關。
如此一來，可定義狀態參數熵{\displaystyle S}，滿足下式：
{\displaystyle \mathrm {d} S={\frac {\delta Q}{T}}.}

## 測量
均勻且封閉之系統的熱力學狀態由其溫度T和壓力P決定。熵變可寫為：
{\displaystyle \mathrm {d} S=\left({\frac {\partial S}{\partial T}}\right)_{P}\mathrm {d} T+\left({\frac {\partial S}{\partial P}}\right)_{T}\mathrm {d} P.}
上式第一部分的貢獻取決於定壓熱容：
{\displaystyle \left({\frac {\partial S}{\partial T}}\right)_{P}={\frac {C_{P}}{T}}.}
這是來自於熱容的定義δQ = CPdT，並且TdS = δQ。第二部分可依馬克士威關係式改寫成：
{\displaystyle \left({\frac {\partial S}{\partial P}}\right)_{T}=-\left({\frac {\partial V}{\partial T}}\right)_{P}}
又由體膨脹係數之定義
{\displaystyle \alpha _{V}={\frac {1}{V}}\left({\frac {\partial V}{\partial T}}\right)_{P}}
可推得
{\displaystyle \mathrm {d} S={\frac {C_{P}}{T}}\mathrm {d} T-\alpha _{V}V\mathrm {d} P.}
由上式，任意狀態(P, T)下的熵 S與某一參考狀態(P0, T0)及其熵 S0滿足關係式：
{\displaystyle S(P,T)=S(P_{0},T_{0})+\int _{T_{0}}^{T}{\frac {C_{P}(P_{0},T^{\prime })}{T^{\prime }}}\mathrm {d} T^{\prime }-\int _{P_{0}}^{P}\alpha _{V}(P^{\prime },T)V(P^{\prime },T)\mathrm {d} P^{\prime }.}
在古典熱力學中，吾人可設任意便於計算之溫度、壓力為參考狀態，並取其熵為零。以純物質的討論為例，我們可取氣壓為1巴、溫度為該物質熔點時的固體之熵為零。在更基本的觀點下，熱力學第三定律暗示我們可取T = 0（絕對零度）時的熵為零，此時物質結構極為有序，例如晶體。
決定參考狀態後，透過下述在溫度-壓力圖中的特定路徑，可以決定狀態S(P, T)下的熵：先定壓，對T積分，使得dP = 0；再定溫，對P積分，使得dT = 0。熵是狀態參數，故積分與路徑無關，沿其他路徑亦得相同結果。
上述關係式顯示，需先求得熱容及描述狀態之方程（系統內容物的P、V、T之間的關係式），方能求得熵。一般情形中，熱容及各參數關係式皆為複雜的函數，必求於數值積分，僅部分特例下得以算得熵的解析表達式。典型的特例有理想氣體，其熱容為定值，各參數遵從理想氣體方程PV = nRT，算得αVV = V/T = nR/p，其中n是莫爾數、R是理想氣體常數。如此一來，可求得理想氣體每莫爾的熵為：
{\displaystyle S_{m}(P,T)=S_{m}(P_{0},T_{0})+C_{P}\ln {\frac {T}{T_{0}}}-R\ln {\frac {P}{P_{0}}}.}
此處，CP 是莫爾熱容。
非均值系統的熵是多個子系統的熵和。即使是非均值系統、遠非平衡態，只要各個子系統之熱力學參數是良好定義的，則熱力學定律依然嚴格成立。

## 溫-熵圖

圖二、蒸氣的溫熵圖。英制單位。

特定物質在不同狀態下的的熵可以透過軟體製圖或製表得知，其中以溫熵圖為常見。圖二是為蒸氣之溫熵圖，顯示液態、蒸氣、超臨界流體、飽和等不同狀態的曲線。

## 不可逆變化中的熵變
考慮一個非均值系統，熱力學變化可在其中發生。若在內部熱力學變化發生前後分別求得熵為S1及S2，則熱力學第二定律要求S2 ≥ S1（孤立系統的熵不得隨時間遞減），不等式等號成立若且唯若該變化為可逆過程。不可逆過程中的熵差Si = S2 − S1稱之為「熵生」。
假設一系統與周遭環境間無熱量進出、互不作功（孤立系統），例如一絕熱且由剛體製成的盒子，內部由可移動的隔板分為兩室，分別裝有氣體。若其中一方的壓力大於另一方，氣體將推動隔板，對壓力低的一方作功。此外，若兩方氣體處在不同溫度，且隔板可導熱，則會兩室間會有熱量流動。前文顯示這些情況都會使得系統整體的熵會增加。在這些情況裡系統的熵終將達到最大值，該值對應到系統的平衡態，此時任何的改變都會使熵減少而違反熱力學第二定律。一旦系統達到這種「最大熵狀態」，系統中任一區塊都無法對其他區塊作功。有鑒於此，我們將熵看作一系統之能量是否能在內部作功的度量。
不可逆過程使熱力學系統中的反應漸緩，其作功或降溫並帶來熵生，而可逆過程中的熵生為零，故熵生可做為不可逆性的度量，常用於工程上與機器上的比較。

## 熱力學機器

圖三: 熱機模型圖。文中所述的系統是圖中虛線內的構造，包括兩個溫度不同的熱庫及一個熱機。箭頭標示熱與功的流向。

關於可逆與不可逆熱力學過程的研究，讓克勞修斯意識到熵這項關鍵物理量的存在。熱機是一種熱力學系統內的熱力學機器，其運作一連串熱力學過程，並且最終回到初始狀態，而整串過程稱作熱力學循環，或簡稱循環。在其中某些過程裡，熱機所構成的系統可能與環境交換能量。循環的淨結果為：
1. 系統所做的機械功（其或為正或為負，若為負則意味著熱機被做正功），
2. 系統的熱量轉移至不同區域。在穩定狀態下，能量守恆保證系統的能量淨流失恰等於熱機所做的功。

若循環中所有變化都是可逆的，則循環亦為可逆，也就是說整個循環可以逆著進行，熱量流動與做功方向相反，最後淨結果中的熱量變化及功全部變號。

### 熱機
考慮在兩溫度 TH 和Ta兩不同溫度之熱庫間運作的熱機。我們考慮環境溫度恰為Ta（非必要條件，環境溫度可為其他低溫），熱機分別與兩熱庫接觸。熱庫的熱容極大，以致於當熱量QH流出高溫熱庫、或熱量Qa流入低溫熱庫時，二者溫度無顯著改變。一般運作下，TH > Ta，且QH、Qa、 W三者皆為正。
兩熱庫及熱機三者構成一個熱力學系統，即為圖三中虛線方框內的模型。這個系統絕熱（與環境間無熱量進出）、封閉（與環境間無物質進出）、且非均值。不過它並非孤立系統，因為每個循環它都輸出一定的功W。由熱力學第一定律我們有：
{\displaystyle W=Q_{H}-Q_{a}.}
因為熱機本身的運作是週期循環的，我們可知其內能在一個循環後不改變，其熵亦然。故一個循環後系統中的熵變化量S2 − S1取決於兩熱庫的溫度改變，其相當於熱機不可逆過程的熵生Si：
{\displaystyle S_{i}=-{\frac {Q_{H}}{T_{H}}}+{\frac {Q_{a}}{T_{a}}}.}
第二定律要求 Si ≥ 0。由兩關係式中消去Qa得
{\displaystyle W=\left(1-{\frac {T_{a}}{T_{H}}}\right)Q_{H}-T_{a}S_{i}.}
第一項是熱機所做的功的最大可能值，其發生在熱機可逆時，例如卡諾熱機。最後：
{\displaystyle W=W_{\text{max}}-T_{a}S_{i}.}
這個方程式說明熵的產生會減少功的輸出。後項TaSi給出機器「失去的功」，或說是散失的能量。
相對應的，熵的產生帶來了流入低溫熱庫的「廢熱」：
{\displaystyle Q_{a}={\frac {T_{a}}{T_{H}}}Q_{H}+T_{a}S_{i}=Q_{a,{\text{min}}}+T_{a}S_{i}.}
上述重要關係式可在沒有熱庫的情形下推導出來，參見熵生。

### 冷機（冰箱）
同樣的原理可應用在運作於低溫 TL與環境溫度間的冷機，示意圖恰如圖三，僅需將TH換為TL、QH換為QL，並將W反向。此時熵生為
{\displaystyle S_{i}={\frac {Q_{a}}{T_{a}}}-{\frac {Q_{L}}{T_{L}}}}
且從低溫區轉移熱量 QL所需消耗的功為
{\displaystyle W=Q_{L}\left({\frac {T_{a}}{T_{L}}}-1\right)+T_{a}S_{i}.}
第一項是最少所需的功，最小值發生於可逆冷機。故有
{\displaystyle W=W_{\text{min}}+T_{a}S_{i}}
也就是說，冰箱壓縮機需要做額外的功來補償不可逆反應中散失的能量，並導致熵生。

## 延伸閱讀
- E.A. Guggenheim Thermodynamics, an advanced treatment for chemists and physicists North-Holland Publishing Company, Amsterdam, 1959.
- C. Kittel and H. Kroemer Thermal Physics W.H. Freeman and Company, New York, 1980.
- Goldstein, Martin, and Inge F., 1993. The Refrigerator and the Universe. Harvard Univ. Press. A gentle introduction at a lower level than this entry.